# Die phantastische Reise im Ballon (1975)
Die phantastische Reise im Ballon ist ein mexikanischer Abenteuerfilm von Regisseur René Cardona jr. aus dem Jahr 1975 nach dem Roman Fünf Wochen im Ballon von Jules Verne.

## Handlung
Dr. Samuel Fergusson hat einen lenkbaren Heißluftballon konstruiert. Damit machen er und sein schottischer Assistent sich auf den Weg, um in Afrika nach den Quellen des Nils zu suchen. Die Mitglieder der Londoner Royal Geographical Society betrachten sein Vorhaben mit Skepsis und wollen es verhindern.
Trotzdem machen sich die beiden auf den Weg nach Afrika, wo sie in viele gefährliche Situationen geraten.

## Produktion
Der Film wurde in Mexiko und in Kenia gedreht. Er hatte seine Premiere am 4. Dezember 1975 in Mexiko. Die deutsche Erstaufführung war am 26. Dezember 1978 auf DFF2.